# Ulica Prudnicka w Korfantowie
Ulica Prudnicka w Korfantowie – jedna z głównych ulic Korfantowa. Ulica ta stanowi drogę wyjazdową z Korfantowa na południe, do Puszyny, w kierunku Prudnika.
Do 1945 ulica nosiła nazwę Töpferstrasse, a później Garncarska i Czerwonej Armii.
Ulica należy do kategorii dróg powiatowych.

## Obiekty znajdujące się przy ulicy
- neogotycka remiza strażacka – jeden z bardziej charakterystycznych budynków Korfantowa. Wybudowano ją w 1910 r. Na szczególną uwagę zasługuje fasada budynku, zwężająca się w swojej górnej części, ozdobiona blankami, gzymsami oraz oryginalną zewnętrzną sztukaterią. Nad całością dominuje kwadratowa wieża, także zwieńczona blankami
- monolitowy krzyż kamienny, który należy zapewne do najstarszych zabytków Korfantowa. Wielki, toporny, wykuty w granicie, zagłębiony w ziemi po belkę poprzeczną – możliwe, że średniowieczny. Nie jest znana przyczyna fundacji tego krzyża. Hipoteza uznająca go za tzw. krzyż pokutny nie ma oparcia w żadnych dowodach i oparta jest wyłącznie na nieuprawnionym, błędnym założeniu, że wszystkie stare kamienne monolitowe krzyże, są krzyżami pokutnymi Na terenie gminy Korfantów, oprócz wspomnianego wyżej, znajduje się jeszcze jeden stary monolitowy krzyż kamienny, w Rynarcicach, na miejscowym cmentarzu